# Ministerio de Producción, Comercio Exterior, Inversiones y Pesca
El Ministerio de Producción, Comercio Exterior, Inversiones y Pesca de Ecuador es la entidad administrativa encargada de formular y ejecutar políticas públicas para la especialización industrial, regular los actos relacionados con las relaciones comerciales internacionales que el país establece. Además, es el rector de la política de comercio exterior e inversiones, se encuentra a su vez encargado de la formulación, planificación, dirección, gestión y coordinación política de comercio exterior, la promoción comercial. A su vez la atracción de inversiones, negociaciones bilaterales y multilaterales, regulación de importaciones  de manera estratégica; con su principal enfoque en el beneficio comercial y de relaciones del Ecuador.
Fue creado el 16 de febrero de 1973 con el nombre de Ministerio de Industrias, Comercio e Integración, durante la dictadura del general Guillermo Rodríguez Lara. Su sede se encuentra en Quito. La actual ministra es María Sonsoles García León.
- Servicio Ecuatoriano de Normalización
- Servicio de Acreditación Ecuatoriano

## Creación
De acuerdo al Decreto N° 25, firmado en Quito el 12 de junio de 2013; en este se estableció que el Ministerio de Comercio Exterior de Ecuador sea un organismo de derecho público, con personalidad jurídica, además de contar con un patrimonio, régimen administrativo y financiero propio, teniendo su propia sede en la ciudad de Guayaquil. Actualmente se encuentra en Avenida Malecón Simón Bolívar n.° 100 y Avenida Nueve de Octubre.
Mediante el decreto 559 se fusionaron al Ministerio de Comercio Exterior e Inversiones los ministerios de Industrias y Productividad, de Acuacultura y Pesca, y el Instituto de Promoción de Exportaciones e Inversiones Extranjeras.

## Trabajos recientes

### Acuerdo comercial entre la Unión Europea y sus Estados miembros y Colombia y Perú
El 11 de noviembre de 2016, Ecuador se suscribió dentro del Protocolo de Adhesión al Acuerdo Comercial Multipartes con la Unión Europea (UE); esta estuvo acargo del Vicepresidente de la República, Jorge Glas. Este acuerdo tiene como objetivo la liberación de manera inmediata del 99,7% de la oferta que se exporta históricamente y del 100% de los productos industriales.
Además, se realizaron proyecciones por parte de la Comisión Económica para América Latina (CEPAL), la entrada en vigencia del Acuerdo representará un incremento anual del 0,10% del producto interno bruto (PIB), del 0,15% en el consumo interno y de un 0,13% en la inversión, también una principal ventaja en la generación de empleos y en beneficiar a la población y sus ingresos.

### Actualización de la marca país ‘Ecuador ama la vida’
En junio de 2017, el Gobierno realiza un nuevo catálogo de inversiones y actualiza la marca país, “Ecuador ama la vida”, para que se incluya en  empaques de productos que se consumen a nivel local. En este catálogo se encontrarán  los principales productos exportables camarón, atún, banano y cacao; también se incluirán dos aeropuertos que planifican concesionar,  y otro para pequeños proyectos de entre $3 a $50 millones de inversión, este contará con aporte de Pequeñas y Medianas Empresas (PYMES), así como 60 proyectos de Yachay.